# Microsoft SharePoint Designer
O Microsoft SharePoint Designer (anteriormente conhecido como Microsoft Office SharePoint Designer) é um software editor de HTML e web design freeware para criar ou modificar o sites e páginas web do Microsoft SharePoint. É uma parte da família de produtos do Microsoft SharePoint. Trata-se de uma antiga parte da família de produtos do Microsoft Office 2007, mas não foi incluído em nenhum dos pacotes do Microsoft Office.
SharePoint Designer e o Microsoft Expression Web são os sucessores da Microsoft FrontPage. Enquanto o Expression Web serve como sucessor de recursos completo para o FrontPage, SharePoint Designer apresenta centra-se na concepção e personalização do SharePoint sites da Microsoft. Por exemplo, ela inclui apenas específico site SharePoint modelos. Ele retém mais recursos do FrontPage que o Expression Web, tais como componentes web, famoso banco de dados, contador barras de navegação, insira mapa, etc Embora SharePoint Designer 2007 (esta primeira versão do produto) poderia ser usado como um editor HTML genérico, SharePoint Designer 2010 (a versão posterior) pode deixar de funcionar na ausência do Microsoft SharePoint Server ou Microsoft SharePoint Foundation. partes SharePoint Designer sua base de código, interface e mecanismo de renderização de HTML com o Expression Web e não dependem do motor Trident do Internet Explorer.
A primeira versão deste produto, o SharePoint Designer 2007, era um software comercial do produto. Em 31 de março de 2009 no entanto, o SharePoint Designer 2007 foi disponibilizado como freeware. Em 24 de abril de 2009, a Microsoft lançou o SharePoint Designer Service Pack 2. Em 21 de abril de 2010, o SharePoint Designer 2010 foi liberado e disponibilizado para download.